# Pàtrocle (almirall)
Pàtrocle (en grec antic: Πάτροκλος; en llatí: Patroclus) fou un militar al servei de Ptolemeu II Filadelf que va dirigir la flota enviada per Egipte en ajut d'Atenes contra Antígon II Gònates (266 aC).
Com que no va poder desembarcar a cap dels ports àtics, dominats pels macedonis, va establir la seva base a una illa pròxima al cap Súnion, illa que després va portar el seu nom; va demanar al rei d'Esparta de fer un atac de distracció contra Antígon a la zona fronterera, però no va reeixir i Pàtrocle es va retirar. Més tard apareix dirigint la flota ptolemaica a la costa de Cària.